# Funktionell magnetresonanstomografi

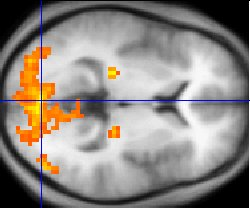
fMRI statistics (yellow) overlaid on an average of the brain anatomies of several humans (gray).

Funktionell magnetresonanstomografi (fMRT, på engelska functional magnetic resonance imaging, förkortat fMRI) är en radiologisk metod. Denna metod mäter den hemodynamiska responsen vid en neurologisk aktivitet.

## Metod
När nervceller är inaktiva befinner sig halterna av syresatt hemoglobin (oxyhemoglobin) och icke-syresatt hemoglobin (deoxyhemoglobin) på ungefär samma nivå. När de aktiveras kommer de att öka sin förbrukning av syre (O₂), varpå lokala responsen blir att öka blodflödet till dessa regioner, och halten av oxyhemoglobin ökar. Det ökade blodflödet gör att området i fråga tillförs mer syre än vad nervcellerna kan använda sig av, vilket för tillfället ger en generell ökning av syrehalten i området. Blodflödet gör det möjligt att kartlägga hjärnans aktivitet med några sekunders intervall.
Förändringarna av syrehalten i blodet modifierar blodserumets magnetiska egenskaper; deoxyhemoglobinet agerar dämpande på magnetsignalen, vilket gör att den blir starkare allteftersom det dämpande deoxyhemoglobinet ersätts av oxyhemoglobin. Denna ökning kartläggs sedan för att skapa en bild av det aktiva området i hjärnan.
Med hjälp av fMRI kan forskare se hur hjärnan arbetar medan en försöksperson exempelvis utför en uppgift. På så sätt kan forskarna kartlägga hur en specifik aktivitet representeras fysiologiskt i hjärnan, samt vid vilken tidpunkt aktivitet uppstår (inom ramen av ca tre sekunder). Processer som minneskodning, språkliga- och visuella processer kan skådas i realtid med hjälp av fMRI.
I en annan studie från 2007 visade en forskargrupp att det är möjligt att förutsäga människors handlingar med hjälp av fMRI-teknik. Försöksgruppen ombads att välja mellan två uppgifter, att addera eller subtrahera två tal, för att sedan hålla kvar vid beslutet en kort stund innan de utförde handlingen. Genom att studera hjärnaktiviteten hos försökspersonerna kunde forskarna i 80 % av fallen förutsäga vilken handling vederbörande skulle komma att utföra.

## Användningsområden
fMRI används idag främst i forskningssammanhang och har bland annat varit till hjälp vid kartläggningen av människans synbark. fMRI-teknik har även använts vid undersökningar av människor som befinner sig i vegetativt stadium, i syfte att få förståelse för hur hjärnan fungerar hos dessa patienter. Detta gjordes bland annat av en kinesisk forskargrupp år 2007: de undersökte med hjälp av sju försökspersoner hur människor i vegetativt tillstånd reagerar när deras namn uttalas av en för dem känd röst, genom att samtidigt mäta hjärnaktiviteten hos dem.

## För- och nackdelar
fMRI stör inte hjärnans funktioner, utan mäter bara den naturliga förändringen av syrehalten i hjärnans olika delar, och de starka magnetfält som används inom MRI-teknik har inte visats ha några skadliga effekter på biologisk vävnad. Detta gör fMRI till en säker metod som kan användas så många gånger som behövs på samma individ. fMRI kan emellertid vara jobbigt att genomgå, då försökspersonen måste ligga stilla i en trång maskin under en längre tid, vilken kan ge upphov till klaustrofobikänslor eller allmänt obehag. Magnetfälten kan potentiellt störa exempelvis pacemakers och cochleaimplantat, och dödsfall har skett när patienter med pacemaker blivit skannade med MRI-teknik. Därför utesluts dessa patienter idag från fMRI-skanning.

## Kritik
fMRI har kritiserats för att lätt leda till felaktiga analyser av datan. I en berömd, satirisk studie från 2010 lyckades forskare mäta meningsfull hjärnaktivitet hos en död lax. Studien användes för att belysa behovet av noggrannare analyser i fMRI-forskning.
År 2015 hittades ett statistiskt fel i fMRI-analyser som sannolikt ogiltigförklarade minst 40 000 fMRI-studier gjorda före 2015.

### Fotnoter
1. ↑  Huettell, Song & McCarthy 2008, s. 200.
2. ↑  Kolb & Whishaw 2009, s. 156-157.
3. ↑  Huettell, Song & McCarthy 2008, s. 5, 505.
4. ↑  Eriksson 2001, s. 73.
5. ↑  Haynes, J. D. et al. Hidden intentions in the human brain. Current Biology, 17, 323–328 (2007).
6. ↑  Eriksson 2001, s. 122.
7. ↑  Di, H. B. et al. Cerebral response to patient’s own name in the vegetative and minimally conscious states. Neurology, 68, 895–899 (2007).
8. ↑  Huettell, Song & McCarthy 2008, s. 60.
9. ↑  Huettell, Song & McCarthy 2008, s. 4.
10. ↑  Huettell, Song & McCarthy 2008, s. 52.
11. ↑  Scicurious. ”IgNobel Prize in Neuroscience: The dead salmon study” (på engelska). Scientific American Blog Network. https://blogs.scientificamerican.com/scicurious-brain/ignobel-prize-in-neuroscience-the-dead-salmon-study/. Läst 10 juli 2021.
12. ↑  Crew, Bec. ”A Bug in FMRI Software Could Invalidate 15 Years of Brain Research” (på brittisk engelska). ScienceAlert. https://www.sciencealert.com/a-bug-in-fmri-software-could-invalidate-decades-of-brain-research-scientists-discover. Läst 10 juli 2021.